# Prättigau/Davos
Het district Prättigau/Davos (Reto-Romaans: District dal Partenz/Tavau; Duits: Bezirk Prättigau-Davos; Italiaans: Distretto di Prettigovia/Davos) is een bestuurlijke eenheid binnen het kanton Graubünden. Het district heeft een oppervlakte van 823,95 km² en heeft 25.728 inwoners (eind 2004).
Tot het district behoren de volgende cirkels en gemeenten:
| Davos | 10'941 | 254.48 |

| Fideris | 599  | 25,32 |
| Furna   | 226  | 33,25 |
| Jenaz   | 1158 | 25,95 |

| Klosters-Serneus | 3935 | 193,16 |

| Conters im Prättigau | 217 | 18.40 |
| Küblis               | 835 | 8.13  |
| Saas im Prättigau    | 769 | 26.74 |

| Luzein       | 1152 | 31.63 |
| St. Antönien | 226  | 52.28 |

| Grüsch  | 1251 | 10.01 |
| Schiers | 2408 | 61.75 |

| Fanas               | 383  | 21.83 |
| Seewis im Prättigau | 1379 | 49.64 |
| Valzeina            | 132  | 11.44 |

De cirkels Davos, Jenaz, Klosters, Küblis und Luzein behoorden tot 1986 tot het opgeheven district Oberlandquart, de cirkels Schiers en Seewis tot het vroegere Unterlandquarts.
Albula · Bernina · Hinterrhein · Imboden · Inn · Landquart · Maloja · Moësa · Plessur · Prättigau/Davos · Surselva